# Великі Коровинці
Вели́кі Коро́винці — селище в Україні, у Чуднівській міській територіальній громаді Житомирського району Житомирської області. Чисельність населення становить 2 152 особи (2021). У 1957—2019 роках — адміністративний центр колишньої однойменної селищної ради, у 2019—20 роках — центр колишньої територіальної громади. До 1957 року — село, центр колишньої сільської ради.

## Загальна інформація
Розміщується у південно-західній частині Житомирської області, за 56 км від Житомира, за 27 км від Бердичева та 17 км від Чуднова, за 2 км від залізничної станції Михайленки (залізниця Козятин—Шепетівка). Має автобусне сполучення з Житомиром та Чудновом. З корисних копалин є глина і торф.

## Назва
За легендою, на території, де зараз розташоване селище, росли ліс та чагарники, було багато луків. У цій місцевості оселилася родина, яка займалася розведенням корів. В родині було два сини. Обидва одружилися, утворили власні сім'ї. Батько порадив меншому синові оселитися на землях північніше від їх поселення. Пізніше воно отримало назву Малі Коровинці. Поселення, де оселився старший син, стало селищем Великі Коровинці.
Існує і друга народна легенда про назву селища. На поселення в далеку давнину напали монголо-татари. На боротьбу було організовано місцевих жителів під керівництвом Коровіна. Територію, де відбулася мала битва пізніше назвали Малі Коровинці, а поселення, де відбулася велика битва — Великими Коровинцями.

## Населення
У 1798 році налічувалося 103 двори і близько 700 осіб населення. Станом на 1885 рік в селі мешкало 597 осіб, налічувалося 73 дворових господарства.
Відповідно до результатів перепису населення Російської імперії 1897 року, загальна кількість мешканців села становила 1 380 осіб, з них: православних — 1 076, римокатоликів — 197, чоловіків — 717, жінок — 663.
Наприкінці 19 століття кількість населення становила 1 595 осіб, дворів — 257.
У 1906 році у селі налічувалося 1 600 мешканців, дворів — 160, у 1913 році — 1 452 жителі, у 1923 році — 421 двір та 2 101 мешканець.
Відповідно до перепису населення СРСР 17 грудня 1926 року, чисельність населення становила 2 866 осіб, з них 1 380 чоловіків та 1 486 жінок; етнічний склад: українців — 2 049, росіян — 358, євреїв — 33, поляків — 352, чехів — 27, інші — 47. Кількість домогосподарств — 646, з них несільського типу — 143.
Станом на 1972 рік кількість населення становила 4 700 осіб.
Відповідно до результатів перепису населення СРСР, кількість населення, станом на 12 січня 1989 року, становила 3 287 осіб. Станом на 5 грудня 2001 року, відповідно до перепису населення України, кількість мешканців села становила 2 794 особи.

## Історія
На околицях селища виявлені залишки поселень трипільської культури, доби бронзи та скіфських часів, також городища часів Київської Русі.
Вперше згадується 1585 в переліку міст і 45 сіл, дарованих княгині С. Острозькій київським воєводою князем Василем-Костянтином Острозьким. Влітку 1592 року селище було в центрі активних дій повстанців під проводом Криштофа Косинського. Під час війни під керівництвом Богдана Хмельницького 1648—1657 років, жителі села створили бойовий загін, який поповнив лави повстанців. В результаті війни 1648—54 років село увійшло до Білоцерківського полку. За Андрусівським договором 1667 року знову відійшло під владу Речі Посполитої. Населення брало участь у гайдамацькому русі 18 століття. Згадується в люстрації Київського воєводства 1754 року, перебувало у посесії Чесновського, сплачувало 17 злотих і 6 грошів до замку та 16 злотих і 8 грошів до скарбу.
У 1793 році село, разом з іншими населеними пунктами правобережжя, приєднане до Російської імперії. У 1797 році включене до складу Озадівської волості Житомирського повіту Волинської губернії. Належало поміщикам Чесновським. Наприкінці XVIII століття Великі Коровинці вважалися значним населеним пунктом. Тут працювали гуральня, заїзд, 2 водяних млини, 2 шинки. Серед населення були поширені ремесла — ковальство, слюсарство, виготовленням возів. У 1872 році маєток придбав Федір Терещенко, який побудував цукровий завод, залізничну станцію Михайленки, залізницю від станції до заводу, школу, лікарню, церкву.
Станом на 1885 рік — колишнє власницьке село Озадівської волості Житомирського повіту Волинської губернії, на річці Ставочку. Була церковна парафія.
Наприкінці 19 століття — село Озадівської волості Житомирського повіту, на річці Ставочку, за 50 верст від Житомира, за 15 верст від найближчої поштової станції у Чуднові, за 8 верст від залізничної станції Демчин. Церкву збудовано 1730 року за кошти вірян. Перебудована 1875 року, збудовано нову дзвіницю. При церкві понад 64 десятин землі, чорнозем, на відстані 2-3 версти від церкви. До парафії приписане с. Михайленки. Дворів 143, православних 1 107, римокатоликів — 36, розкольників-безпопівців — 236, юдеїв — 15. Сусідні парафії: Рачки (5 верст), П'ятка (8 верст), Турчинівка (6 верст), Бабушки (6 верст). В селі були цукровий завод, цегельня, два млини. Великий землевласник — Ф. Терещенко, православний.
Селяни Великих Коровинців брали участь у революції 1905 року. Одним з організаторів збройного повстання матросів на броненосці «Князь Потьомкін-Таврійський» був Григорій Вакуленчук, виходець з Великих Коровинців. Період 1910—1914 років характеризується подальшим розвитком економіки. Так, Коровинецький цукровий завод у 1914 році виробив цукру майже в 2 рази більше, ніж у 1907 році. Крім того, в економії Терещенків діяв паровий млин. Під час Першої світової війни більшість сімей залишилось без годувальників, які пішли на фронт. 31 травня 1917 року у селі відбувся страйк працівників цукроварні — вони вимагали підвищення заробітної плати та 8-годинного робочого дня. Федір Терещенко змушений був піти на поступки і робота заводу відновилася.
У 1906 році — село Озадівської волості (4-го стану) Житомирського повіту Волинської губернії. Відстань до губернського та повітового центру, м. Житомир, становила 43 версти, від волосного центру, с. Озадівка — 15 верст. Найближче поштово-телеграфне відділення розміщувалося у Райгородку.
На кінець 1913 року у селі діяло поштово-телеграфне відділення, при заводі була лікарня на 10 ліжок, з лікарем та фельдшером. З навчальних закладів були однокласне сільське училище та однокласне початкове училище, засноване 1897 року. 17 січня 1920 року в селі відбувся губернський з'їзд працівників цукрової промисловості. В часи революції 1917-21 років 70 % потужностей цукрового заводу було зруйновано. Його роботу відновлено у 1922 році — за рік вироблено 1 158 тон цукру. З 1920 року працювала початкова школа, організовано сільську бібліотеку, була лікарня на 25 ліжок.
У 1923 році включене до складу новоствореної Великокоровинецької сільської ради, яка, 7 березня 1923 року, увійшла до складу новоутвореного Янушпільського району Житомирської округи, адміністративний центр ради. Розміщувалося за 13 верст від районного центру, міст. Янушпіль. 17 червня 1925 року, відповідно до постанови ВУЦВК та РНК УСРР «Про адміністраційно-територіяльне переконструювання Бердичівської й суміжних з нею округ Київщини, Волині й Поділля», село, в складі сільської ради, передане до Чуднівського району Бердичівської округи. Відстань до районного центру, містечка Чуднів — 15 верст, до окружного центру в Бердичеві — 25 верст, до найближчої залізничної станції Михайленки — 0,5 версти.
У 1928 році в селі організовано Товариство спільного обробітку землі, а 1929 року — перший колгосп, імені Г. Вакуленчука. У 1930 році створили ще один колгосп — «Перше травня». Члени комуни й ТСОЗу згодом вступили до колгоспів.
Під час організованого радянською владою Голодомору 1932—1933 років померло 83 жителі селища.
У 1934 році об'єднано раніше створені сільськогосподарські артілі у багатогалузеве господарство, котре обробляло біля 3 тисяч га угідь. У 1939 році середня врожайність зернових становила 10,8 ц з га, цукрових буряків — 128 ц, картоплі — 150 ц з га.
Восени 1941 року була створена підпільна організація з 19 чоловік. Було організовано 2 диверсійні групи, які очолили А. Кошкін та Н. Чешук. Всього на фронтах війни воювало 678 жителів села, з них загинули 283 чоловіки, 412 нагороджені урядовими нагородами. В. І. Бородай нагороджений орденами Червоної Зірки, Вітчизняної війни 1-го ступеня, Олександра Невського та багатьма медалями. На їх честь у селі встановлено пам'ятники.
5 квітня 1957 року, відповідно до рішення Житомирського облвиконкому № 287 «Про віднесення окремих населених пунктів області до категорії селищ міського типу», село віднесене до категорії селищ міського типу, сільську раду реорганізовано до рівня селищної. 30 грудня 1962 року, відповідно до указу Президії Верховної ради Української РСР «Про укрупнення сільських районів до розмірів територій виробничих колгоспно-радгоспних управлінь», селище включене до складу Бердичівського району Житомирської області. 8 грудня 1966 року, відповідно до указу Президії Верховної ради Української РСР «Про утворення нових районів Української РСР», селище, в складі селищної ради, включене до складу відновленого Чуднівського району.
У 1958 році цукровий завод виробив 292 тис. ц цукру, у 1965—376 тис. ц. Орденом Леніна нагороджено кочегара заводу П. Данилюка, орденом Трудового Червоного Прапора — апаратника Ц. Ястремського та доярку радгоспу цукрокомбінату Є. Галкіну. У 1968 році в селі встановлено пам'ятник Г. Вакуленчуку та пам'ятну дошку на цукрозаводі, де він працював. У 1960 році об'єднано колгосп із радгоспом, новоутвореному господарству належало близько 4 тис. га угідь, з них 3 516 га ріллі. Крім цукроварні, в селищі працював цегельний завод, були ТЕЦ, «Сільгосптехніка».
У 1970-х роках в селі діяли 4 школи (початкова, восьмирічна та 2 середні), 2 будинки культури, 2 кінотеатри, 2 бібліотеки, 8 магазинів, відділення зв'язку, побутові майстерні, їдальня, дитячі ясла та садок.
На початку 21 століття у селищі працювали ВАТ «Великокоровинецький цукровий завод», цегельний завод, ВАТ «Агропромтехніка», сільськогосподарське підприємство «Коровинецьке». Були загальноосвітня школа, дитсадок, дільнична лікарня, будинок культури, спортивна секція, бібліотека, музей, 2 парки. Діяли релігійні громади УГКЦ, УПЦ МП, РКЦ, християн віри євангельської.
2011 року в селищі відкрито філію «Тетерів» — елеваторний комплекс ТОВ СП «Нібулон» з відвантаження зернових та олійних культур.
24 грудня 2019 року село увійшло до складу новоствореної Великокоровинецької селищної громади Чуднівського району, адміністративний центр громади. 12 червня 2020 року, відповідно до розпорядження Кабінету Міністрів України № 711-р від «Про визначення адміністративних центрів та затвердження територій територіальних громад Житомирської області», територію та населені пункти Великокоровинецької сільської громади включено до складу Чуднівської міської територіальної громади Житомирського району Житомирської області.

## Релігія
Дата початку релігійного життя у селі невідома. Перша згадка є у Державному архіві Житомирської області, де зазначено, що 1734 року побудовано дерев'яний храм на пожертви парафіян. Його опис не зберігся, збереглася лише інформація про останнього греко-католицького пароха, який служив у цьому храмі — отець Тимофій Григорович Крушинський. Рукоположений на священика греко-католицьким митрополитом Ясоном Смогожевським 21 травня 1786 року на парафію у село Великі Коровинці. Наприкінці XVIII століття насильно переведений у православну віру й служив на парафії до 1810 року. Храм знищено на початку ХХ століття.
1996 року мешканці селища відновили греко-католицьку громаду. Першим адміністратором парафії був отець Іван Цихуляк. За його адміністраторства парафія святого Івана Богослова була офіційно зареєстрована (1998 рік). Упродовж 1997—2013 років відправи проводили у каплиці римо-католицької громади. У січні 2008 року на парафію призначений диякон Роман Шкрібенець, котрий 2009 року став адміністратором парафій святого Івана Богослова у Великих Коровинцях та святих апостолів Петра і Павла у селищі Вакуленчук. 2010 року освячено місійний Хрест, біля якого тривалий час проводились богослужіння. 9 жовтня 2013 року владикою Йосифом Міляном було освячено наріжний камінь під зведення дзвіниці-каплиці, на Різдво 2014 року відслужено перше богослужіння у каплиці. 2 листопада 2014 року, за сприянням курії Київської Архиєпархії, розпочалися роботи зі зведення фундаментів майбутнього храму. На свято Трійці 1 червня 2015 року єпископ-помічник Київської архієпархії Йосиф (Мілян) освятив дерев'яну каплицю та наріжний камінь майбутньої кам'яної церкви. В часі святкування владика Йосиф проголосив грамоту про призначення отця Романа Шкрібенця парохом.

## Відомі люди
- Вакуленчук Григорій Микитович (1877—1905) — артилерійський унтер-офіцер Чорноморського флоту, організатор та перший керівник повстання на панцернику «Потьомкін».
- Законов Василь Ігорович (1992—2015) — молодший сержант Збройних сил України, учасник російсько-української війни.